# Giselastraße
Giselastraße – stacja metra w Monachium, na linii U3 i U6. Stacja została otwarta 19 października 1971.